# Wim Wienen
Wim Wienen, né le 9 octobre 1971 à Wilrijk est un homme politique belge flamand, membre de Vlaams Belang.

## Fonctions politiques
- député au Parlement flamand :
  - du 7 juin 2009 au 25 mai 2014